# B-Sides: 1996-2006
B-Sides: 1996-2006 es un álbum doble hecho por Placebo, grabado durante su estancia en la compañía discográfica Virgin Records de 1996-2006. Originalmente los dos discos iban a formar parte de un Box Set por parte de la compañía EMI en el 2009 (Omitiendo Dark Globe de la compilación Covers). Poniendo remixes, canciones en vivo y versiones alternativas (excluyendo una versión alternativa de la canción ''Sleeping with Ghost''). El disco pone todos los Lados B de sus cinco primeros álbumes. La portada del álbum fue con la misma idea del disco Sleeping with Ghosts.

## Listado de canciones
Disco 1

| N.º | Título                                                                                      | Duración |  |
| 1.  | «Dark Globe (Syd Barrett cover)» (Originalmente del Sencillo '36 Degrees'.)                 | 2:14     |  |
| 2.  | «Hare Krishna» (Originalmente del Sencillo '36 Degrees'.)                                   | 4:27     |  |
| 3.  | «Been Smoking Too Long (Cover de Nick Drake)» (Originalmente del Sencillo 'Teenage Angst'.) | 2:20     |  |
| 4.  | «Hug Bubble» (Originalmente del Sencillo 'Teenage Angst'.)                                  | 3:02     |  |
| 5.  | «Flesh Mechanic (Demo)» (Originalmente del Sencillo 'Teenage Angst'.)                       | 4:30     |  |
| 6.  | «H.K. Farewell» (Originalmente del Sencillo 'Teenage Angst'.)                               | 7:32     |  |
| 7.  | «Slackerbitch» (Originalmente del Sencillo 'Nancy Boy'.)                                    | 3:25     |  |
| 8.  | «Eyesight to the Blind» (Originalmente del Sencillo 'Nancy Boy'.)                           | 3:00     |  |
| 9.  | «Miss Moneypenny» (Originalmente del Sencillo 'Nancy Boy'.)                                 | 2:50     |  |
| 10. | «Waiting for the Son of Man» (Originalmente del Sencillo 'Bruise Pristine'.)                | 4:13     |  |
| 11. | «Then the Clouds Will Open For Me» (Originalmente del Sencillo 'Bruise Pristine'.)          | 4:19     |  |
| 12. | «Mars Landing Party» (Originalmente del Sencillo 'Pure Morning'.)                           | 1:46     |  |
| 13. | «Leeloo» (Originalmente del Sencillo 'Pure Morning'.)                                       | 5:17     |  |
| 14. | «Needledick» (Originalmente del Sencillo 'Pure Morning'.)                                   | 1:12     |  |

Disco 2

| N.º | Título                                                                   | Duración |  |
| 1.  | «Innocence of Sleep» (Originalmente del Sencillo 'Pure Morning'.)        | 3:45     |  |
| 2.  | «Ion» (Originalmente del Sencillo 'You Don't Care About Us'.)            | 4:08     |  |
| 3.  | «Aardvark» (Originalmente del Sencillo 'Burger Queen Français'.)         | 3:00     |  |
| 4.  | «Theme From Funky Reverend» (Originalmente del Sencillo 'Taste In Men'.) | 2:54     |  |
| 5.  | «Leni» (Originalmente del Sencillo 'Slave to the Wave'.)                 | 4:40     |  |
| 6.  | «Bubblegun» (Originalmente del Sencillo 'Slave to the Wave'.)            | 5:13     |  |
| 7.  | «Dub Psychosis» (Originalmente del 'Special K'.)                         | 3:39     |  |
| 8.  | «Little» (Originalmente del 'Special K'.)                                | 3:03     |  |
| 9.  | «Evalia» (Originalmente del Sencillo 'The Bitter End'.)                  | 4:21     |  |
| 10. | «Drink You Pretty» (Originalmente del Sencillo 'The Bitter End'.)        | 3:53     |  |
| 11. | «Soulmates» (Originalmente del Sencillo 'This Picture'.)                 | 3:08     |  |
| 12. | «Detox Five» (Originalmente del Sencillo 'Twenty Years'.)                | 2:52     |  |
| 13. | «UNEEDMEMORETHANINEEDU» (Originalmente del Sencillo 'Meds'.)             | 3:31     |  |
| 14. | «Lazarus» (Originalmente del Sencillo 'Meds'.)                           | 3:24     |  |

- Datos: Q4833698